# Oregonanura cascadensis
Genre
Espèce
Oregonanura cascadensis, unique représentant du genre Oregonanura, est une espèce de collemboles de la famille des Neanuridae.

## Distribution
Cette espèce est endémique d'Oregon aux États-Unis.

## Description
Oregonanura cascadensis mesure de 1,05 à 2,30 mm.

## Étymologie
Son nom d'espèce, composé de cascade et du suffixe latin -ensis, « qui vit dans, qui habite », lui a été donné en référence au lieu de sa découverte, la chaîne des Cascades.

## Publication originale
- Smolis, 2008 : Oregonanura cascadensis, a new genus and species of Paranurini from North America (Collembola: Neanuridae: Neanurinae). Pan-Pacific Entomologist, vol. 84, no 4, p. 280-287.